# 에글급 구축함

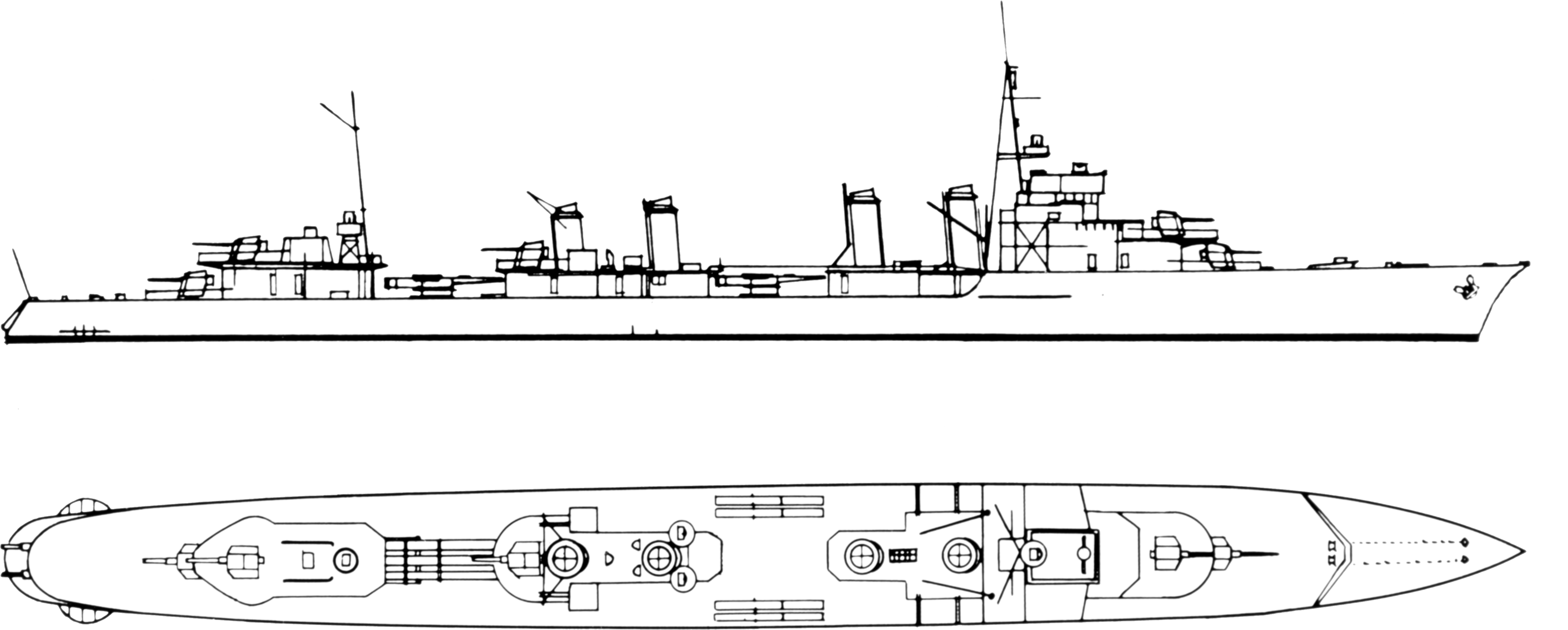

에글급 구축함(contre-torpilleurs)은 1930년대에 프랑스 해군을 위해 건조되었다.

## 설계 및 설명
에글급 함선은 선행하는 게파르급의 개선된 버전이다. 이 함선들은 전체 길이가 129.3 미터 (424 ft 3 in)이고, 선폭이 11.8 미터 (38 ft 9 in)였으며, 흘수는 4.97 미터 (16 ft 4 in)였다. 함선은 표준 배수량에서 2,441 롱톤 (2,480 t)을 배수했으며, 심심 배수량에서 3,140 미터톤 (3,090 롱톤)를 배수했다. 이 함선들은 0.8 m (2 ft 7 in)의 메타센터 높이를 가졌고, 선체는 12개의 횡방향 격벽에 의해 13개의 수밀구획으로 나뉘었다. 이들의 승조원은 평시에는 장교 10명과 승조원 198명으로 구성되었고, 전시에는 장교 10명과 사병 217명으로 구성되었다.
함선은 두 개의 기어드 증기 터빈으로 구동되었으며, 각 터빈은 4개의 뒤 탕플 보일러에서 공급되는 증기를 사용하여 하나의 추진축을 구동했다. 이 보일러는 20 kg/cm2 (1,961 kPa; 284 psi)의 압력과 215 °C (419 °F)의 온도에서 작동했다. 터빈은 64,000 미터마력 (47,000 kW; 63,000 shp)를 생산하도록 설계되었으며, 이는 함선에 36 노트 (67 km/h; 41 mph)의 속도를 제공하기 위한 것이었다. 이들은 설계 속도를 편안하게 초과했다. 가장 빠른 함선인 게르포는 시운전 중에 84,436 PS (62,103 kW; 83,281 shp)에서 41.46 노트 (76.78 km/h; 47.71 mph)의 속도에 도달했다. 에글급 함선은 540 t (530 롱톤)의 연료유를 실었고, 이는 18 노트 (33 km/h; 21 mph)에서 3,650 해리 (6,760 km; 4,200 mi)의 항속거리를 제공했다.
에글급의 주포는 5문의 138.6-밀리미터 (5.5 in) 모데르 1927 포로 구성되었으며, 단일 포방패 마운트에 장착되었다. 5문 중 2문은 상부구조물의 앞뒤로 초사 배치되었고, 나머지 1문은 후방 굴뚝 후방에 배치되었다. 이들의 대공전 무장은 4문의 37-밀리미터 (1.5 in) 모데르 1927 포로 구성되었으며, 중앙에 단일 마운트에 장착되었다. 추가로 게르포와 알바트로스는 처음에 후방 굴뚝 쌍 앞쪽에 75-밀리미터 (3 in) M1897-15 포를 장착했지만, 1932년 말에 제거되었다. 모든 함선은 550-밀리미터 (21.7 in) 어뢰발사관을 위한 두 개의 회전식 3연장 마운트를 장착했으며, 하나는 굴뚝 쌍 사이에, 다른 하나는 후방 굴뚝 뒤쪽에 장착되었다. 두 개의 폭뢰 투하대가 선미에 내장되었으며, 이 투하대는 총 16개의 200-킬로그램 (440 lb) 폭뢰를 수용했고, 8개는 예비용이었다. 또한 4개의 폭뢰 투하기가 장착되었는데, 전방 굴뚝 쌍 옆의 각 현에 두 개씩 배치되었으며, 이를 위해 함선은 12개의 100-킬로그램 (220 lb) 폭뢰를 실었다.

## 함선

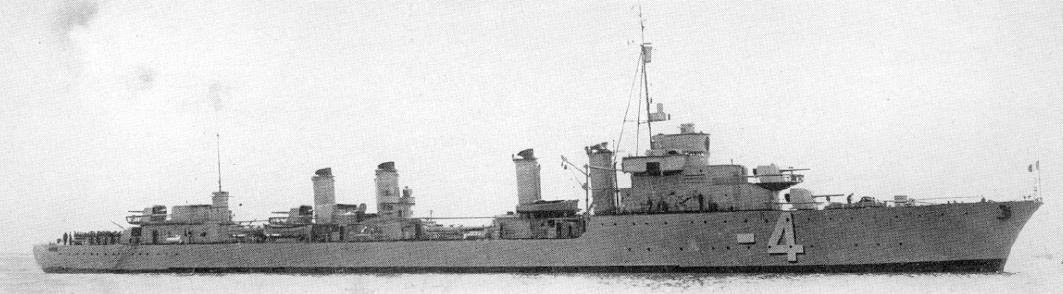
밀라노 c. 1936

- 에글 (수리류; 페넌트 번호 5, 6 및 X13)

아틀리에 에 샹티에 드 프랑스, 됭케르크에서 건조
1931년 2월 19일 진수
1932년 10월 10일 완공
1942년 11월 27일 자침
1943년 7월 10일 인양.
1943년 11월 24일 폭격으로 침몰
1952년 현장에서 해체
- 보투르 (독수리류; 페넌트 번호 6, 5, 73, X71)

소시에떼 누벨르 지중해 조선소, 라 세네에서 건조
1930년 8월 26일 진수
1932년 5월 2일 완공
1942년 11월 27일 자침
1943년 1월 17일 인양
1944년 2월 4일 폭격으로 침몰
1951년 현장에서 해체
- 알바트로스 (3, 2, 5, 72, X73, X77, F762, D614)

아틀리에 에 샹티에 드 라 루아르, 낭트에서 건조
1930년 6월 27일 진수
1931년 12월 25일 완공
1959년 9월 9일 퇴역
- 게르포 (흰매 - 4, 71, X72)

아틀리에 에 샹티에 드 브르타뉴, 낭트에서 건조
1930년 6월 14일 진수
1932년 1월 30일 완공
1942년 11월 27일 자침
1943년 6월 1일 인양.
1943년 6월~9월 부분 해체
선체 1944년 3월 7일 폭격으로 침몰
1948년 현장에서 해체
- 밀라노 (매 - 1, 4, X113, X111)

로리앙 해군 공창에서 건조
1931년 10월 13일 진수
1934년 4월 20일 완공 -
1942년 11월 8일, 카사블랑카 해상에서 미국 함대의 16-인치 (400 mm) 포탄에 피격되어 좌초해야 했다.
- 에페르비에 (새매 - 2, 5, X112)

로리앙 해군 공창에서 건조,
1931년 8월 14일 진수
1934년 4월 1일 완공 -
1942년 11월 9일, 오랑 해상에서 HMS 오로라에 의해 침몰했다. 인양되어 1946년 결국 해체되었다.

## 전투 이력
세 척의 함선(알바트로스, 에페르비에, 밀라노)은 비시 프랑스 해군의 일부로 모로코에 주둔했으며, 횃불 작전 중 카사블랑카 해전에서 연합군과 교전했다. 미완성 전함 장 바르와 함께 이들은 전함 USS 매사추세츠를 기반으로 하는 연합 '엄호 부대'와 교전했다. 밀라노와 에페르비에는 전투 중 손상된 후 좌초했다. 알바트로스는 손상되었지만, 나중에 포획된 후 전쟁 후에 수리되어 포격 훈련함으로 사용되었다. 에글은 1942년 11월 27일 프랑스 툴롱에서 자침했다. 나중에 인양되었지만 1943년 11월 24일 미국 육군 항공대 폭격기에 의해 두 번째로 침몰했다. 나중에 인양되어 해체되었다. 보투르와 게르포도 툴롱에서 자침했지만, 보투르는 다시 인양되어 1944년 2월 4일 공습 중 침몰했다.

## 참고 문헌
- Cernuschi, Enrico; O'Hara, Vincent P. (2013). 〈Toulon: The Self-Destruction and Salvage of the French Fleet〉.   Jordan, John. 《Warship 2013》. London: Conway. 134–148쪽. ISBN 978-1-84486-205-4.
- Jordan, John; Moulin, Jean (2015). 《French Destroyers: Torpilleurs d'Escadre & Contre-Torpilleurs 1922–1956》. Barnsley, UK: Seaforth Publishing. ISBN 978-1-84832-198-4.
- Roberts, John (1980). 〈France〉.   Chesneau, Roger. 《Conway's All the World's Fighting Ships 1922–1946》. New York: Mayflower Books. 255–279쪽. ISBN 0-8317-0303-2.
- Rohwer, Jürgen (2005). 《Chronology of the War at Sea 1939–1945: The Naval History of World War Two》 Thi Revis판. Annapolis, Maryland: Naval Institute Press. ISBN 1-59114-119-2.
- Whitley, M. J. (1988). 《Destroyers of World War Two: An International Encyclopedia》. Annapolis, Maryland: Naval Institute Press. ISBN 0-87021-326-1.